# Juris Pūce
Juris Pūce, né le 22 janvier 1980 à Riga, est un homme politique letton. Membre de Développement letton, il est ministre de la Protection de l'environnement et du Développement régional entre janvier 2019 et novembre 2020.